# Zdzisław Czuczman
Zdzisław Czuczman ps. Czarny (ur. 14 maja 1923 w Lidzie, zm. 31 sierpnia 2001 we Włocławku) – polski lekarz, żołnierz Związku Walki Zbrojnej-Armii Krajowej, podpułkownik Ludowego Wojska Polskiego.

## Życiorys

### Młodość
W 1937 roku ukończył szkołę powszechną w Lidzie. W latach 1937–39 kształcił się w miejscowym gimnazjum im. Karola Chodkiewicza. Po wybuchu wojny kontynuował edukację w szkole ośmioklasowej, którą ukończył w 1941 roku. W latach 1941–1944 pracował w Lidzie jako robotnik w ogrodach miejskich, a następnie stróż w zakładach zbożowych.

### Kariera wojskowa

#### Żołnierz ZWZ-AK
W 1941 r. został łącznikiem i kolporterem prasy podziemnej Związku Walki Zbrojnej, przekształconego następnie w Armię Krajową. Należał do okręgu Nowogródek obwodu Lida. Posługiwał się pseudonimem Czarny. Z czasem zaczął brać udział w akcjach dywersyjnych. W marcu 1944 r. wykonał wyrok na komendancie niemieckiej policji Hildebrandzie oraz konfidencie nazwiskiem Zatralik.
W kwietniu 1944 r. został żołnierzem 2 kompanii V baonu 77 Pułku Piechoty Armii Krajowej. Brał udział w Akcji „Burza” (maj-czerwiec), a następnie Operacji „Ostra Brama” (lipiec), po której jego oddział został rozwiązany. Brał udział w potyczce w okolicy miejscowości Bieniakonie. Jednym z jego towarzyszy broni był późniejszy generał Tadeusz Bieńkowicz. Do końca 1944 r. ukrywał się w folwarku Siedziany. Po wojnie nie ujawnił się jako żołnierz AK.

#### Żołnierz LWP
W styczniu 1945 r. wstąpił ochotniczo do 4 Zapasowego Pułku Piechoty Ludowego Wojska Polskiego w Białymstoku. Po zakończeniu II wojny światowej pozostał w wojsku. W marcu 1945 r. rozpoczął naukę we Frontowej Szkole Oficerskiej w Lublinie, którą ukończył uzyskawszy stopień podporucznika. W latach 1945–47 służył jako żołnierz 36 Łużyckiego Pułku Piechoty 8 Dywizji 2 Armii WP w Lesku. Brał udział w walkach z UPA, a także chronił szlaki kolejowe. Po uzyskaniu matury we wrześniu 1947 r., został na własną prośbę przeniesiony do rezerwy w stopniu porucznika.
Po ukończeniu studiów, w lipcu 1952 r. powrócił do służby w stopniu kapitana. Do 7 kwietnia 1953 r. pracował Departamencie Służby Zdrowia Wojska Polskiego w Warszawie. W latach 1953–55 służył jako lekarz w jednostce wojskowej w Giżycku. 12 marca 1955 r. został mianowany starszym lekarzem jednostki we Włocławku. 25 lipca 1957 r. został ponownie przeniesiony do rezerwy w stopniu majora. Po przejściu na emeryturę zawodową w 1985 r., został awansowany do stopnia podpułkownika rezerwy. Był członkiem, a przez pewien czas przewodniczącym koła ZBoWiD we Włocławku, a następnie Światowego Związku Żołnierzy Armii Krajowej.

### Kariera lekarska

#### Wykształcenie
W latach 1946–1947 kształcił się wieczorowo w Liceum Matematyczno-Przyrodniczym w Przemyślu, gdzie 9 września uzyskał maturę. 
Według informacji dra Tadeusza Rejmanowskiego, w latach 1947-49 studiował na Akademii Medycznej w Gdańsku, zaś w latach 1949-52 w Wojskowej Akademii Medycznej w Łodzi. On sam w ankiecie personalnej z 1956 r. podaje, że w latach 1947-52 studiował na Wydziale Lekarskim Warszawskiego Uniwersytetu Medycznego. Taką informację zawiera też Baza Kresowych Żołnierzy Armii Krajowej, podaną za teczką osobową Zdzisława Czuczmana w zbiorach Archiwum Fundacji Generał Elżbiety Zawackiej. Dyplom lekarski uzyskał 1 sierpnia 1952 r. W latach 1957–66 uzyskał specjalizacje kolejno z: epidemiologii (20.09.1957 w Bydgoszczy), pediatrii I stopnia (14.02.1959 w Warszawie), pediatrii II stopnia (22.09.1969 w Gdańsku) oraz chorób zakaźnych I stopnia (10.05.1965 w Bydgoszczy) i II stopnia (7.09.1970).
Według własnej deklaracji zawartej w ankiecie personalnej pracownika uzdrowiska w Wieńcu-Zdroju, znał biegle język rosyjski oraz słabo język niemiecki.

#### Przebieg kariery

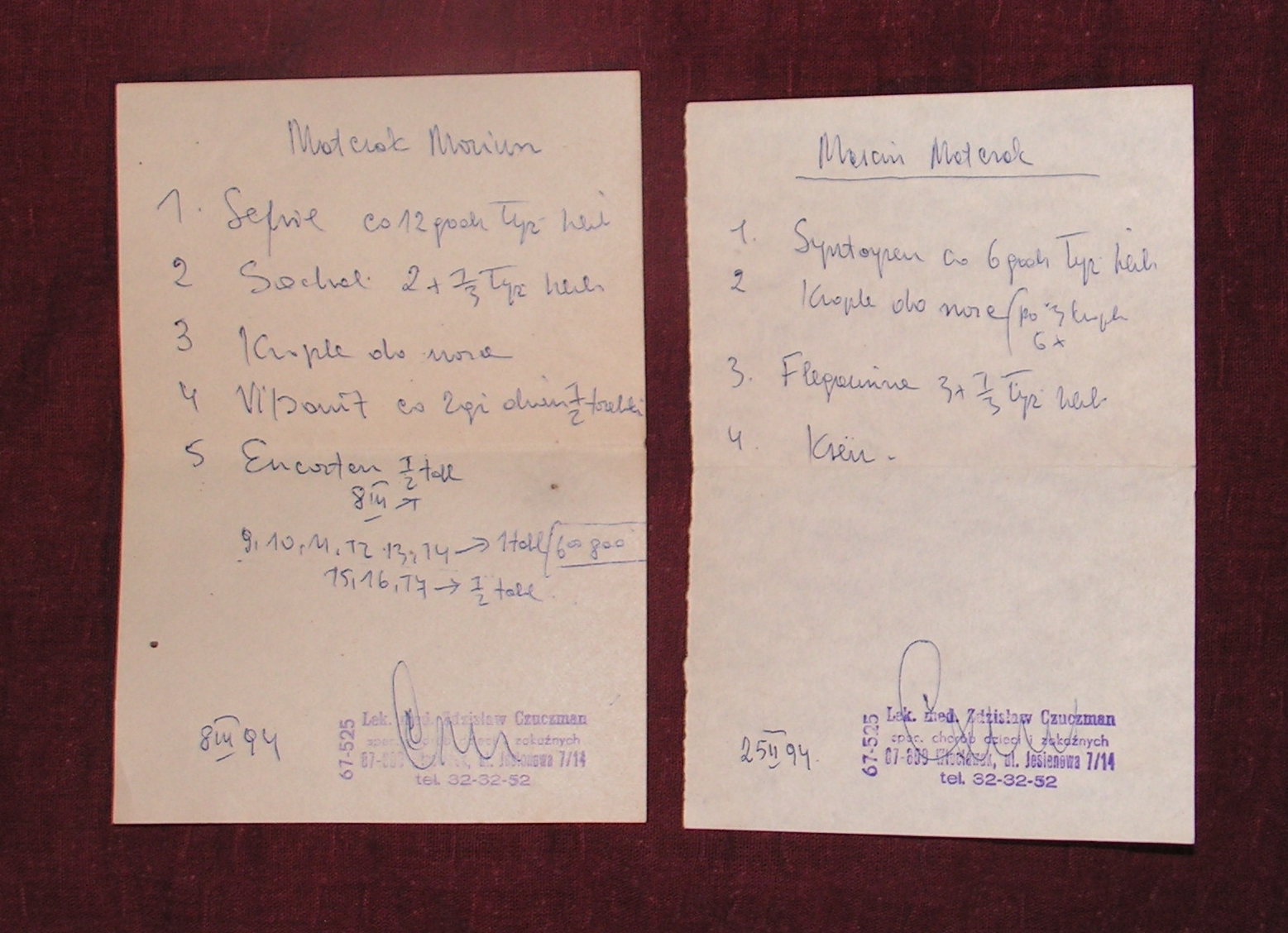
Recepty wypisane przez dra Zdzisława Czuczmana, 1994 r.

Od 9 października 1956 do 8 stycznia 1957 r. pracował w uzdrowisku Wieniec-Zdrój, z pensją 742,90 zł miesięcznie. Od 8 stycznia 1957 do 30 września 1958 r. był lekarzem ordynatorem tutejszego uzdrowiska z pensją 1380,50 zł miesięcznie, podwyższoną od kolejnego roku do stawki 1530 zł miesięcznie. Dr Tadeusz Rejmanowski podaje błędne daty lat pracy dra Czuczmana: od 3 stycznia 1957 do czerwca 1960 r.
Od czerwca do lipca 1960 r. był asystentem na oddziale wewnętrznym Szpitala Miejskiego we Włocławku. W latach 1960–66 był zastępcą ordynatora na oddziale zakaźnym tamtejszego szpitala. 6 czerwca 1979 r. przeszedł na rentę chorobową, zaś 1 maja 1985 r. na emeryturę. Co najmniej do 1994 roku przyjmował pacjentów w swoim mieszkaniu prywatnym. Od 1955 r. był członkiem Polskiego Towarzystwa Lekarskiego. W 1988 r. był członkiem Obywatelskiego Komitetu Odbudowy Pomnika Poległych Obrońców Wisły 1920 roku.

## Rodzina
Był synem Karola i Stefanii ze Stasiewiczów (zm. 1961). Jego ojciec był robotnikiem, zmarł przed 1956 rokiem. Matka żyła na utrzymaniu dzieci. Był żonaty z Heleną z Mielczarków (1926-2017), wieloletnią pielęgniarką Szpitala Miejskiego we Włocławku, para miała córkę Małgorzatę Beatę (ur. 1977).
W 1956 r. mieszkał przy ul. Świętego Antoniego 31/1, ówczesnej ul. Marchlewskiego. Posiadał dwa numery telefonów, służbowy i prywatny. Później zamieszkał w mieszkaniu przy ul. Jesionowej 7/14.
Został pochowany w alei zasłużonych (113/3/8) na cmentarzu komunalnym we Włocławku.
Zdzisław Czuczman był drugim lekarzem-żołnierzem, pochodzącym z Lidy, a zamieszkałym we Włocławku. Dawniej mieszkał tu pochodzący z Lidy doktor Mieczysław Gruell (1846-1909), uczestnik powstania styczniowego.

## Odznaczenia
- Krzyż Oficerski Orderu Odrodzenia Polski (25.04.1991)
- Krzyż Kawalerski Orderu Odrodzenia Polski (21.09.1977)
- Krzyż Armii Krajowej
- Krzyż Partyzancki (15.07.1992)
- Odznaka pamiątkowa Akcji „Burza”
- Medal Zwycięstwa i Wolności 1945 (przed 1956 r.)
- Odznaka Grunwaldzka (przed 1956 r.)[1][2][4].

Niektóre jego medale zostały w 2004 r. złożone w gablocie przy ołtarzu bocznym w Kościele Najświętszego Zbawiciela we Włocławku, która w latach 1992-2002 pełniła funkcję parafii garnizonowej.